# Frederik Henrik af Oranien
Frederik Hendrik, fyrste af Oranien (29. januar 1584 i Delft – 14. marts 1647 i Haag) var statholder i republikken De syv Forenede Nederlande fra 1625 efter hans bror Morits af Oraniens død. Frederik Hendrik var den yngste søn af Vilhelm den Tavse. Han blev født omkring et halvt år, før hans far blev myrdet.
Han var både en god general og en dygtig politiker på trods af sit tidlige nederlag til spanierne ved Breda.
Frederik Hendrik giftede sig i 1625 med Amalia von Solms; de fik ni børn. En søn og fire døtre blev voksne. Sønnen blev hans efterfølger som Vilhelm 2. af Oranien.

## Biografi

### Tidlige liv
Frederik Hendrik blev født den 29. januar 1584 i Delft i De syv Forenede Nederlande. Han var det yngste barn af Vilhelm den Tavse og Louise de Coligny. Hans far Wilhelm var statholder i Holland, Zeeland, Utrecht, og Frisland. Hans mor var datter af huguenotlederen Gaspard de Coligny og hans fars fjerde kone. Han var således halvbror til sin forgænger Morits af Oranien, som døde i 1625.
Frederik Henrik blev født seks måneder før mordet på hans far den 10. Juli 1584. Drengen blev uddannet i våbenbrug af sin ældre bror Maurice, en af tidens dygtigste generaler. Morits truede med at legimatisere sine uægte børn, hvis Frederik Hendrik ikke giftede sig. Derfor giftede Frederik Hendrik sig med Amalia von Solms i 1625. Hans uægte søn med Margaretha Catharina Bruyns (1595–1625), Frederick Nassau de Zuylenstein, blev født i 1624. Denne søn var i syv år guvernør for den unge William III af England.

### Statholder
Ved Morits' død i 1625 arvede Frederik Hendrik ham og fulgte ham som statholder i de fem provinser Holland, Zeeland, Utrecht, Overijssel og Guelders og også på de vigtigste embeder som kaptajn og admiral-general over unionen (øverstbefalende for den nederlandske statshær og for den Nederlandske flåde).
Han blev en næsten lige så god general som sin bror og en langt mere kompetent statsmand og politiker. De 22 år, han stod i spidsen for regeringen i De Forenede Nederlande, var generelt guldalderen. Den var præget af store militære triumfer, verdensomspændende maritime og kommercielle udvidelser og fremragende kunst.
Hans vigtigste militære bedrifter var belejringen og erobringen af Grol i 1627, 's-Hertogenbosch i 1629, af Maastricht i 1632, Breda i 1637, af Sas van Gent i 1644 og af Hulst i 1645. Frederik Hendriks udenrigspolitik drejede sig for størstedelen om alliancen med Frankrig mod Spanien. Men han ofrede den franske alliance for at indgå separatfred med Spanien. Den gjorde, at De Forenede Nederlande opnåede alt, hvad de havde ønsket i 80 år.
Han byggede herregårdene Huis Honselaarsdijk, Huis ter Nieuwburg og Huis ten Bosch for sin kone – og renoverede Noordeinde Palace i Haag. Huis Honselaarsdijk og Huis ter Nieuwburg er i dag revet ned.

### Død
Frederik Hendrik døde den 14. marts 1647 i Haag i De Forenede Nederlande. Han efterlod sig sin hustru, sønnen Vilhelm 2. af Oranien, fire døtre og den uægte søn, Frederick Nassau de Zuylenstein.
Frederik Hendrik blev begravet med pomp og pragt ved siden af sin far og broder i Delft. Traktaten i Munster sluttede den lange kamp mellem nederlændere og spaniere, men freden blev først underskrevet den 30. januar 1648 (den westfalske fred), fordi hans død og sygdom forsinkede forhandlingerne. Frederik Hendriks militære erindringer udkom i 1743 under titlen Mémoires de Frédéric Henri (Amsterdam, 1743). Se Cambridge Mod. Hist. vol. iv. kapitel. 24.

## Børn
Frederik Hendrik og Amalia von Solms fik ni børn:
- Vilhelm 2. af Oranien (1626—50)
- Louise Henrietta af Oranien-Nassau (1627—67)
- Henriëtte Amalia af Nassau (1628)
- Elisabeth af Nassau (1630)
- Isabella Charlotte af Nassau (1632—42)
- Albertine Agnes af Oranien-Nassau (1634–96)
- Henriette Catherine af Nassau (1637—1708)
- Hendrik Lodewijk af Nassau (1639)
- Maria af Nassau (1642—88)

## Portrætter af familien
- Prins Frederik Hendrik, hans kone Amalia af Solms-Braunfels og deres tre yngste døtre portrætteret af Gerard van Honthorst
- Frederik og Amalias overlevende døtre

## Våbenskjold
Fra før og efter at han blev fyrste af Oranien, statholder og kaptajn-general:
- Hans personlige våbenskjold inden at Frederik Hendrik blev fyrste af Oranien i 1625. Hans mors våbenskjold Coligny er i centrum (hans bedstefar var Admiral de Coligny).
- Våbenskjoldet brugt af Frederik Hendrik, hans søn William II og hans barnebarn William III, før han blev konge af England [2]

## Aner
| Frederik Henrik, fyrste af Oranien | Far: Vilhelm den Tavse | Farfar: Vilhelm 1. af Nassau-Dillenburg | Oldefar: Grev Johan 5. af Nassau-Vianden-Dietz |
| Frederik Henrik, fyrste af Oranien | Far: Vilhelm den Tavse | Farfar: Vilhelm 1. af Nassau-Dillenburg | Oldemor: Grevinde Elisabeth af Hesse           |
| Frederik Henrik, fyrste af Oranien | Far: Vilhelm den Tavse | Farmor: Juliana zu Stolberg             | Oldefar: Botho 8. zu Stolberg-Wernigerode      |
| Frederik Henrik, fyrste af Oranien | Far: Vilhelm den Tavse | Farmor: Juliana zu Stolberg             | Oldemor: Anna af Eppstein-Königstein           |
| Frederik Henrik, fyrste af Oranien | Mor: Louise de Coligny | Morfar: Gaspard de Coligny              | Oldefar: Gaspard 1. de Coligny                 |
| Frederik Henrik, fyrste af Oranien | Mor: Louise de Coligny | Morfar: Gaspard de Coligny              | Oldemor: Louise de Montmorency                 |
| Frederik Henrik, fyrste af Oranien | Mor: Louise de Coligny | Mormor: Charlotte de Laval              | Oldefar: Guy XVI de Laval, Comte de Laval      |
| Frederik Henrik, fyrste af Oranien | Mor: Louise de Coligny | Mormor: Charlotte de Laval              | Oldemor: Antoinette de Daillon                 |